# 비축전지
비축전지(備蓄電池, 영어: reserve batter, stand-by battery)는 전지를 구성하는 양극, 음극, 전해질과 같은 구성 원소들을 분리해서 보관하고 있다가 전지를 써야 할 때 즉시 결합하여 사용하는 방식으로, 수십 년 이상의 긴 시간 동안 에너지를 보존하기 위해 제작된다.